# Vlag van Virginia
De vlag van Virginia bestaat uit het statelijk zegel op een blauw veld. De vlag werd op 30 april 1861 aangenomen, aan het begin van de Amerikaanse Burgeroorlog en werd na de burgeroorlog niet meer gebruikt totdat de vlag opnieuw werd aangenomen op 28 maart 1912 en zelfs gestandardiseerd werd in 1950.

Vlag van Virginia (1861-1865)

De amazone in het zegel is Virtus, de Romeinse god van de dapperheid die hier Virginia symboliseert. De overwonnen figuur symboliseert de tirannie, zijnde het Koninkrijk Groot-Brittannië. Het in het zegel aanwezige statelijke motto Sic semper tyrannis ("Zo vergaat het tirannen altijd") zou Brutus uitgesproken hebben toen hij Julius Caesar hielp vermoorden.